# Luigi di Valladolid
Luigi di Valladolid (Valladolid, 1375 – Valladolid, 1436) è stato un religioso e teologo spagnolo dell'Ordine dei frati predicatori.
Fu il confessore di Giovanni II di Castiglia e uno dei primi biografi di sant'Alberto Magno.

## Biografia
Nacque a Valladolid in una famiglia importante della città. Entrò nell'ordine domenicano nel convento di San Pablo della sua città natale, dove studiò logica e filosofia. Successivamente, studiò teologia nelle Università di Tolosa e di Parigi.
Dopo essere tornato a Valladolid intorno al 1406 e aver insegnato in questa città, tornò a Parigi per insegnare all'università nel corso dell'anno 1412-1413. Nel 1415, già tornato in Spagna, fu nominato confessore reale da Giovanni II di Castiglia.
Nello stesso anno il monarca castigliano lo inviò a Perpignan dove, nell'ambito del Concilio di Costanza (1414-1418), si tentò una conciliazione con Benedetto XIII per porre fine al Grande Scisma d'Occidente. L'anno successivo, il re Giovanni II lo nominò membro della delegazione inviata a questo concilio. Il 24 ottobre 1416 la delegazione guidata da frate Luigi giunse a Costanza, dove fu accolta solennemente dal concilio il 18 giugno 1417 alla presenza dell'imperatore Sigismondo di Lussemburgo. Il Concilio di Costanza si concluse nel 1418, ponendo fine allo Scisma d'Occidente con l'elezione di papa Martino V.
Questo pontefice, con la bolla Fructuosa promulgata il 6 febbraio 1418, concesse l'erezione di una facoltà di teologia nel convento di San Pablo a Valladolid, sul modello della facoltà parigina.
Al suo ritorno in Castiglia, si dedicò principalmente al compito di riformare ed espandere l'Ordine domenicano in Spagna. Fu eletto provinciale di Spagna nel 1416 e poi nuovamente nel 1419. Inoltre, nel Capitolo generale dell'Ordine domenicano celebrato nel 1425 a Bologna, fu sul punto di essere eletto Maestro generale, rimanendo in parità di voti con fra Tommaso da Sicilia. Alla fine, fu eletto Bartholomaeus Texier.
Inoltre, nel 1422, Giovanni II gli affidò il compito di annunciare ad Alfonso V d'Aragona l'arresto di suo fratello, l'infante Enrico. Questo monarca gli affidò la costruzione del convento domenicano a Tordesillas.
Morì nel 1435.

## Opere
- Crónica o Tabula quorundam doctorum Ordinis Praedicatorum, sobre algunos miembros notables de la orden dominica.
- Speculatio summae philosophicae, guía para estudiantes universitarios.